# Düsedieksbach
Der Düsedieksbach ist ein linker  Nebenfluss der Werre im Nordosten des deutschen Bundeslandes Nordrhein-Westfalen.

## Geographie
Das Gewässer hat eine Gesamtlänge von 4,8 km. Das Einzugsgebiet liegt im Herzen des Ravensberger Hügellandes westlich der Werre und östlich des Brandbachs. Das Gewässer entspringt bei Oetinghausen und mündet südlich von Sundern in die Werre (Flusskilometer 21).
Das Gewässer durchfließt auf seinem Weg von der Quelle bis zur Mündung folgende Gemeinden:
- Hiddenhausen
- Herford
- Hiddenhausen

Der Bach wechselt mehrfach zwischen Herford und Hiddenhausen und bildet teilweise deren gemeinsame Grenze. Er mündet und entspringt aber knapp in Hiddenhausen.
Auf seinem Weg nimmt das Gewässer flussabwärts betrachtet folgende Gewässer auf:
- Lippinghauser Bach (L 2)
- Ramker Bach (R 0,6)

(L/R; KM): Linker rechter Zufluss, bei Flusskilometer, Mündung bei KM 0)

## Umwelt
Zwischen Kilometer 3,9 und 0,8 fließt der Bach durch das Naturschutzgebiet Füllenbruch.